# دستگاه گرم‌کننده تغذیه آب
دستگاه گرم‌کننده تغذیه آب

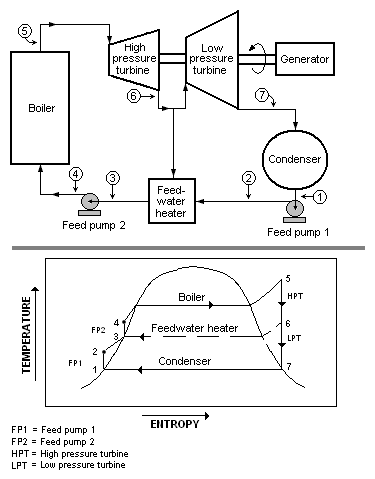
A Rankine cycle with two steam turbines and a single open feedwater heater.

جزئی از نیروگاه است که برای توزیع آب قبل از گرمایش به دیگ بخار استفاده می‌شود. از پیش گرم کردن دستگاه تغذیه آب برگشت‌ناپذیری تولید بخار را کاهش می‌دهد و سپس کارایی ترمودینامیکی سیستم را بهبود می‌بخشد که این کار باعث کاهش هزینه‌های عملیاتی کارخانه می‌شود و همچنین به جلوگیری از وارد شدن شوک حرارتی به فلز دیگ بخار هنگامی که دستگاه تغذیه آب دوباره به چرخه بخار افزوده می‌شود کمک می‌کند. در یک نیروگاه بخار (معمولاً به عنوان چرخه رانکن (Rankine cycle)تعدیل شده مدل شده‌است) دستگاه گرم‌کننده تغذیه آب به دستگاه تغذیه آب اجازه می‌دهد تا به تدریج به دمای اشباع افزایش یابد. این بی گمان برگشت‌ناپذیری انتقال گرما مرتبط با مایع کار را کاهش می‌دهد.

## بحث و توضیح چرخه
انرژی مورد استفاده برای گرم کردن دستگاه گرم‌کننده تغذیه آب معمولاً از بخار استخراج شده بین توربین بخار ناشی می‌شود؛ بنابراین بخاری که برای انجام کار انبساط در توربین (و در نتیجه تولید انرژی) مورد استفاده قرار می‌گیرد برای این منظور استفاده نمی‌شود. درصد کل چرخه جریان انبوه بخار مورد استفاده در دستگاه گرم‌کننده تغذیه آب، کسری استخراج نامیده می‌شود و باید برای حداکثر بازدهی حرارتی نیروگاه به دقت بهینه‌سازی شود زیرا افزایش این کسری باعث کاهش قدرت خروجی توربین می‌شود.
دستگاه گرم‌کننده تغذیه آب می‌تواند مبدل‌های حرارتی «باز» یا «بسته» باشند. یک مبدل حرارتی باز آن است که در آن بخار استخراج شده مجاز است با دستگاه تغذیه آب ترکیب شود. این نوع گرمکن به‌طور معمول نیاز به یک پمپ تغذیه در هر ورودی و خروجی دارد هنگامی که فشار در گرمکن بین فشار دیگ بخار و فشار کندانسور (چگالنده) است. Deaerator یک نمونه از دستگاه گرم‌کننده تغذیه آب باز است که برای حذف اکسیژن و دیگر گازهای حل شده در دستگاه تغذیه آب بخ دیگ بخار طراحی شده‌است.
دستگاه تغذیه آب آبگرمکن بسته معمولاً مبدل‌های حرارتی پوستی و لوله ای هستند که دستگاه تغذیه آب از طریق لوله‌ها عبور می‌کند و توسط بخار استخراج شده توربین گرم می‌شود.
این نوع بر خلاف گرمکن باز، نیاز به پمپ‌های جداگانه قبل و بعد از گرمکن ندارند تا دستگاه تغذیه آب را به فشار بخار استخراج شده افزایش دهند. با این حال بخار استخراج شده (که به احتمال زیاد تقریباً به‌طور کامل پس از گرم شدن دستگاه تغذیه آب تقطیر می‌شوند) که باید به فشار چگالنده کاهش یابند، یک فرایند isenthalpic است که منجر به تقویت و بهبود آنتروپی روی بهره‌وری کل چرخه می‌شود.
بسیاری از نیروگاه‌ها تعدادی از دستگاه گرم‌کننده تغذیه آب را به هم وصل و یکی می‌کنند که ممکن است از اجزای باز و بسته استفاده کنند.
دستگاه گرم‌کننده تغذیه آب در نیروگاه‌های فسیلی و نیروگاه‌های هسته ای مورد استفاده قرار می‌گیرند.